# Alana Maldonado
Pour les articles homonymes, voir Maldonado.
Alana Maldonado, née le 17 juillet 1995 à Tupã, est une judokate handisport brésilienne, championne olympique aux Jeux paralympiques d'été de 2020 et médaillée d'argent aux Jeux paralympiques de 2016 en moins de 70 kg.

## Biographie
À l'âge de quatorze ans, on lui diagnostique une maladie de Stargardt qui lui fait perdre progressivement la vue. Judokate depuis qu'elle a 4 ans, elle se tourne en 2014 vers le judo handisport.
L'année suivante, Alana Maldonado rafle l'argent aux Jeux parapanaméricains de Toronto (Canada). Lors de sa première participation aux Jeux paralympiques en 2016, elle remporte la médaille d'argent en moins de 70 kg, battue par la Mexicaine Lenia Ruvalcaba.
En 2018, elle remporte la première médaille d'or de l'histoire de son pays lors des Championnats du monde ISBA à Lisbonne (Portugal). En quart, elle bat l'Azérie Zulfiyya Huseynova avant d'affronter et de battre en 1 min 51 s par ippon la Croate Lucija Breskovic. En finale, elle bat l'Ouzbèke Vasila Aliboeva.
Encore une fois battue par la Mexicaine Ruvalcaba, elle termine 2e du Tournoi de qualification paralympique organisé par la Fédération internationale des sports pour personnes aveugles (ISBA) dans l'Indiana, ce qui lui offre des points pour se qualifier pour les Jeux paralympiques d'été de 2020. En juillet, dans le cadre d'une association sportive Paradesporto em Focus, elle donne des cours à des enfants dans la ville de Paraguaçu pour faire découvrir de façon ludique le judo aux plus jeunes.
Lors des Jeux paralympiques d'été de 2020 à Tokyo, elle bat la Géorgienne Ina Kaldani en finale et remporte son premier titre paralympique.
Elle conserve son titre lors des Jeux paralympiques d'été de 2024 à Paris.

## Vie privée
Elle est ouvertement lesbienne.